# Station Lohne (Oldb)
Station Lohne (Oldb) (Bahnhof Lohne (Oldb)) is een spoorwegstation in de Duitse plaats Lohne, in de deelstaat Nedersaksen. Het station ligt aan de spoorlijn Delmenhorst - Hesepe, de spoorlijn naar Dinklage is opgebroken en heeft plaats gemaakt voor een fietspad. Het station telt twee perronsporen. Op het station stoppen alleen treinen van de NordWestBahn.

## Treinverbindingen
De volgende treinserie doet station Lohne (Oldb) aan:
| Serie | Treinsoort                  | Route                                                                       | Bijzonderheden |
| ----- | --------------------------- | --------------------------------------------------------------------------- | -------------- |
| RB 58 | Regionalbahn (NordWestBahn) | Osnabrück Hbf – Bramsche – Lohne (Oldb) – Vechta – Delmenhorst – Bremen Hbf | Der Bramscher  |

Frequentie: 1 x per uur in beide richtingen. Soms moet men richting Osnabrück overstappen te Hesepe, dat even ten noorden van Bramsche ligt. Soms moet men richting Bremen overstappen te Delmenhorst.